# Edmond Picard
Edmond Picard (Bruxelles, 15 dicembre 1836 – Namur, 19 febbraio 1924) è stato uno scrittore e giurista belga.

## Biografia
Avvocato della corte d'appello e della corte di cassazione, professore di diritto, senatore per il Partito Operaio Belga e salottiere, Edmond Picard fu tra le figure principali della scena culturale nazionale nel secondo XIX secolo; coltivò il talento del poeta simbolista Émile Verhaeren.
Il suo violento antisemitismo limitò la sua carriera politica tra i socialisti e per le sue teorie razziali viene annoverato tra gli allievi di Joseph Arthur de Gobineau ed è considerado l'equivalente belga di Édouard Drumont. Non a caso il suo Synthèse de l'antisémitisme (1892) fu poi ripubblicato nel 1942, nel pieno della seconda guerra mondiale, quando il critico e giornalista collaborazionista Jean Drault lo definì "un libro magnifico".
Fu candidato al Premio Nobel per la letteratura cinque volte tra il 1913 e il 1917.

## Opere (parziale)
- Les Rêveries d'un stagiaire. Poésies, 1879
- La Forge Roussel, scènes de la vie judiciaire, 188
- L'amiral, 1883
- Le Juré, 1886
- Synthèse de l'antisémitisme, 1892,
- Quarante-huit heures de pistole. Conte moral, Librairie du peuple, 1893
- Jéricho, 1901